# Chioggia tömegközlekedése
Chioggia közösségi közlekedése az ACTV autóbuszain alapul. Ehhez kapcsolódik még néhány velencei hajójárat, amely összeköti a két várost egymással.

## Az ACTV
Az ACTV (Azienda del Consorzio Trasporti Veneziano) 1978. október 1-jén alakult, Velence és környéke tömegközlekedésének kiszolgálására. Jogelődje az Azienda Comunale per la Navigazione Interna (ACNI) volt, melyet 1904. október 22-én alapított a város közössége. 1930. január 1-jétől átkeresztelték Azienda Comunale di Navigazione Interna Lagunare (ACNIL), melyet egészen az ACTV megalakulásáig megőrzött.

## Autóbuszjáratok
Chioggia méretét tekintve kisvárosnak számít, viszont a szomszédos, városias Sottomarina frazionéjával együtt már elég nagy, hogy az ACTV tömegközlekedési járatokat üzemeltessen a területén. A belső területek kiszolgálására öt járat szolgál (1, 2, 6, 7, 21), amihez kapcsolódik még egy (345), mely a külső területeket látja el, kevésbé fontos, ezért jóval ritkábban közlekedik.
A járatokon általában MONOCAR „Menarini 201 NU” vagy MONOCAR „Bredamenarinibus 240 N” típusú autóbuszok járnak.
Jelenleg a következő autóbuszjáratok közlekednek Chioggiában:
| Járatszám | Útvonal |
| --------- | --- |
| 1         | Isola dell’Unione – Campo Marconi – Borgo San Giovanni – via Madonna Marina – Momolo – Isola dell’Unione |
| 2         | Isola dell’Unione – via Madonna Marina – Borgo San Giovanni – Campo Marconi – Isola dell’Unione |
| 6         | Isola dell’Unione – viale Lungomare – viale Mediterraneo – Borgo San Giovanni – Campo Marconi– Isola dell’Unione |
| 7         | Isola dell’Unione – Campo Marconi – Borgo San Giovanni – viale Mediterraneo – viale Lungomare – Isola dell’Unione |
| 21        | Isola dell’Unione – Momolo – via Madonna Marina – Park Ridotto Madonna – via Madonna Marina – Isola dell’Unione |
| 345       | Isola dell’Unione – viale Veneto – viale Padova – via del Boschetto – viale Ionio – via Madonna Marina – Brondolo aztán tovább vagy Ca’ Pasqua – Ca’ Bianca – Civè vagy Sant’Anna – Cavanella vagy Ca’ Lino – Isola Verde |

Különleges jellegű a telefonhívásra (a zöld szám: 800018221) induló autóbusz:
| Járatszám    | Útvonal                                                            |
| ------------ | ------------------------------------------------------------------ |
| Pronto?..Bus | Isola dell’Unione – Frazionék (Ca’ Bianca, Cavanella, Isola Verde) |

Nyáron, hétvégenként és ünnepnapokon közlekedik egy járat, amely a fürdőzők szállítására szolgál:
| Járatszám      | Útvonal                                                                                     |
| -------------- | ------------------------------------------------------------------------------------------- |
| Treno del Mare | Stazione FF.SS. – Borgo San Giovanni – Viale Mediterraneo – Lungomare Adriatico (és vissza) |

Velence felől létezik egy helyközi járat is, mely Mestrén keresztül köti össze a két várost:
| Járatszám | Útvonal                                           |
| --------- | ------------------------------------------------- |
| 80E       | Venezia – Mestre – Romea – Chioggia – Sottomarina |